# Crudwell
Crudwell – wieś i civil parish w Anglii, w hrabstwie Wiltshire. Leży 64 km na północ od miasta Salisbury i 136 km na zachód od Londynu. W 2011 roku civil parish liczyła 1057 mieszkańców. Crudwell jest wspomniana w Domesday Book (1086) jako Credvelle.